# 丰隆银行
豐隆銀行（英語：Hong Leong Bank；MYX：5819）是一家马来西亚的跨国银行，也是马来西亚五大银行之一，目前在马来西亚全国拥有超过300家分行。丰隆银行有限公司是立基于马来西亚并扩展至新加坡、香港、越南、柬埔寨和中国的区域金融服务公司。本行以科技为核心，着重于财务能力发展以便能为五个地区的客户提供服务。

## 歷史

### 起源
1905年，豐隆银行的前身「广利按揭与汇款公司」在砂拉越古晋成立，并在1934年改名为「广利银行」，是马来西亚历史最悠久的本地传统金融机构。广利银行于1982年5月被马联集团收购后，于1983年2月2日更名为「马联银行有限公司」，1989年再更名为「马联银行」。在马联银行旗帜下，其分布全国的分行从11家增加至35家。

### 更名为丰隆银行
1994年1月3日，豐隆集团通过豐隆信贷公司（现为豐隆金融集团）收购马联银行，并更名为豐隆银行有限公司，并在1994年10月17日在吉隆坡证券交易所（现为马来西亚股票交易所）挂牌上市，从此开始通过兼并收购大幅度扩张业务。豐隆银行在2011年与国贸集团合并后，成为马来西亚五大银行集团之一，截至2016年6月30日的资产超过1800亿令吉。

### 收购成都银行
豐隆银行在2008年通过收购成都银行20%策略性股权，成为首家进军中国市场的马来西亚银行。同年12月，豐隆银行成为首个获准在越南成立和营运100%独资商业银行的马来西亚和东南亚银行。2013年，豐隆银行在柬埔寨成立100%独资商业银行，并在同年11月于南京成立代表办事处。

### 收购国贸银行
2011年5月6日，丰隆集团宣布完成收购国贸银行（EON Bank），正式接管国贸银行的所有资产和债务，国贸银行也正式成为丰隆银行的一部分。而往后的8周内，国贸银行的所有分行也被更名为丰隆银行。